# Stanisław Firlej (kasztelan)
Stanisław Firlej z Dąbrowicy herbu Lewart (zm. po 1659 roku) – kasztelan lubelski w latach 1650–1654, podkomorzy lubelski w latach 1647–1650.
Poseł na sejm zwyczajny 1646 roku, sejm nadzwyczajny 1647 roku, poseł na sejm konwokacyjny 1648 roku, sejm 1649/1650 roku.

## Życiorys
Był wyznawcą kalwinizmu, po 1654 roku dokonał konwersji na katolicyzm.
Był synem starosty kazimierskiego Andrzeja i Katarzyny z Daniłowiczów. Studiował w Ingolstadt (1638) i w Bolonii (1640). 
Właściciel Markuszowa, Gór, Tarkowicy, Czemiernik, Skoków, Wierzchowin, Dębicy, Chruszczowa, Piotrowic, Bronowic, Buchałowic, Łanów, części w Strzelcach, Ostaszowie, Drzewcach. 
Jako poseł na sejm konwokacyjny 1648 roku z województwa lubelskiego był członkiem konfederacji generalnej zawiązanej 31 lipca 1648 roku.
Wyznaczony komisarzem do rady wojennej w 1648 roku. W 1648 roku był elektorem Jana II Kazimierza Wazy z województwa lubelskiego. Poseł na sejm 1649/1650 roku z sejmiku urzędowskiego województwa lubelskiego.